# Marino de Flávia Neápolis
Marino (em grego: Μαρίνος ὁ Νεαπολίτης) foi um filósofo neoplatonista nascido em Flávia Neápolis (atual Nablus), Palestina em 450 e morto em 500 possivelmente em Atenas. Foi provavelmente um samaritano ou talvez um judeu. Foi o sucessor de Proclo na Academia de Platão.

## Vida e obra
Foi para Atenas num momento em que, com a exceção de Proclo, havia uma escassez de homens eminentes na escola neoplatonista. Foi por esta razão e não por qualquer capacidade impressionante sua que conseguiu a liderança da escola após a morte de Proclo em 485. Durante este período, os professores da antiga religião grega sofreram perseguição nas mãos dos cristãos e Marino foi obrigado a buscar refúgio em Epidauro.
Seu trabalho principal é uma biografia de Proclo, que constitui a principal fonte de informações sobre este filósofo. A publicação da biografia é fixada pela evidência interna sobre o ano da morte de Proclo, pois Marino menciona um eclipse que aconteceu após o primeiro ano após aquele evento. A obra foi publicada pela primeira vez com as obras de Marco Aurélio em 1559, republicada em separado por Fabrício em Hamburgo, em 1700, e reeditado em 1814 por Jean François Boissonade de Fontarabie com emendas e notas. Ele também é o autor de um comentário sobre o tratado Dados de Euclides.
Há outras obras filosóficas a ele atribuídas, que incluem comentários sobre Aristóteles e sobre o Filebo de Platão. Diz-se que destruiu esta última porque o seu sucessor Isidoro de Alexandria expressou a sua desaprovação. Marino morreu no ano 500, possivelmente em Atenas.